# Bois mes paroles
Albums de Svinkels
Tapis rouge Bons Pour l'Asile
Bois mes paroles est le deuxième maxi des Svinkels, composé de 6 chansons et sorti en 2000.
L'arrangeur Ludovic Bource collabore avec le groupe sur cet album.

## Liste des chansons
1. Bois mes paroles (Keken remix)
2. Réveille le Punk (Full Metal Mix)
3. Raid Def Jam
4. Svinkels 1
5. Bois mes paroles (Bécane remix)
6. Le punk